# Gmina Wiśniowa (Powiat Strzyżowski)
Wiśniowa ist ein Dorf sowie Sitz der gleichnamigen Landgemeinde im Powiat Strzyżowski der Woiwodschaft Karpatenvorland in Polen.

## Gemeinde
Zur Landgemeinde (gmina wiejska) Wiśniowa gehören folgende Ortschaften mit einem Schulzenamt:
Jaszczurowa
Jazowa
Kalembina
Kozłówek
Kożuchów
Markuszowa
Niewodna
Oparówka
Pstrągówka
Różanka
Szufnarowa
Tułkowice
Wiśniowa